# 対馬好次郎
対馬 好次郎（つしま こうじろう、1925年10月2日 - 2001年8月14日 ）は、日本の経営者。相模鉄道社長を務めた。

## 来歴・人物
青森県出身。1948年に慶應義塾大学経済学部を卒業し、同年に三井銀行に入行した。1971年5月に相模鉄道取締役に就任し、1973年5月に常務、1977年6月に専務を経て、1981年6月に副社長に就任し、1988年1月には社長に昇格した。1995年1月に会長に就任。
1997年に勲二等旭日重光章を受章
2001年8月14日、肝不全のために死去。75歳没。